# 52316 Daveslater
52316 Daveslater este o planetă minoră (asteroid) din centura de asteroizi. A fost descoperită pe 29 ianuarie 1992 la Observatorul Național Kitt Peak de Spacewatch. 
Obiectul prezintă o orbită caracterizată de o semiaxă mare de 1,8967753607996 UAi, o excentricitate de 0,07, o înclinație de 29 ° în raport cu ecliptica.